# Te Amo
"Te Amo" je píseň barbadoské popové zpěvačky Rihanny. Píseň pochází z jejího čtvrtého alba Rated R. Produkce se ujal producent StarGate.

## Hitparáda
| Země           | Umístění |
| -------------- | -------- |
| Evropa         | 18       |
| Austrálie      | 22       |
| Velká Británie | 14       |
| Německo        | 11       |
| Česko          | 6        |